# A3 (Kasachstan)
Die A3 ist eine Autobahn und eine Hauptstraße in Kasachstan. Die Autobahn verbindet Almaty über Qonajew mit Chengildy. Die Straße ist eine insgesamt vierspurige Straße mit getrennten Fahrbahnen. Die Autobahn war ursprünglich eine 2 × 2-Straße nur zwischen Almaty und Qonajew, später wurde sie bis Chengildy erweitert und hat eine A-Nummer erhalten. Die Autobahn ist 115 km lang. Die A3 läuft als normale Straße weiter Öskemen im östlichen Kasachstan. Die A3 hat eine Gesamtlänge von 1.036 km.

## Straßenbeschreibung
Die A3 beginnt mit dem sekundären Straßennetz von der Großstadt Almaty und verläuft über ein Autobahnkreuz nach Norden als 2 × 2-Stadtstraße. Dieser Teil ist der minderwertige, die Qualität der Fahrbahnoberfläche ist schlecht, und Markierungen fehlen weitgehend. Die Autobahn führt durch Steppen und an der Stadt Qonajew vorbei, der wichtigsten Stadt auf der A3 nördlich von Almaty. Die Route führt dann am Qapschaghai-Stausee und einem Damm vorbei; dieser Teil ist moderner. Nördlich von Chengildy verengt sich die Straße auf 1 × 2 Fahrspuren. Der Weg geht dann durch einige niedrige Berge. Im Osten sind hohe schneebedeckte Berge mit Gipfeln bis zu 4.600 Metern Höhe. Die A3 bedient einige Industriestädte wie Saryozek und Taldy-Kurgan. Danach führt die A3 durch öde Steppe, entlang der östlichen Seite des Balchaschsees. Dann erreicht sie Ajagös, ein regionales Zentrum. Dort ist sie eine Ringstraße um die Stadt. Danach führt die A3 noch einmal durch die endlosen Steppen, durch Kalbatau, wo sie die M38 kreuzt und die größere Stadt Öskemen mit 290.000 Einwohnern erreicht.

## Geschichte
Zu Zeiten der Sowjetunion war die Straßennummer A350, die von Almaty nach Ust-Kamenogorsk (Öskemen) lief. Entlang des Weges gibt es eine Reihe von industriellen Zentren, aber praktisch keine Landwirtschaft wegen des trockenen Steppenklimas. Seit der Unabhängigkeit von Kasachstan im Jahr 1991 blieb die Zahl A350 zunächst bestehen. Im Jahr 2011 wurde die A350 in A3 neu nummeriert.
Die Straße zum Zeitpunkt der Sowjetunion war mit 2 × 2 Fahrspuren zwischen Almaty und Chengildy errichtet worden.

## Größere Orte an der Autobahn
- Almaty
- Qonajew
- Balpyq Bi
- Qalbatau
- Ajagös
- Öskemen